# جس استون: بدون پشیمانی
جس استون: بدون پشیمانی (انگلیسی: Jesse Stone: No Remorse) یک تله‌فیلم درام، جنایی و معمایی آمریکایی محصول سال ۲۰۱۰ به کارگردانی رابرت هارمون با بازی تام سلک و‌کتی بیکر است. این فیلم توسط تام سلک و مایکل برندمن نوشته شده و بر اساس رمان های جسی استون نوشته رابرت بی پارکر ساخته شده است. داستان این فیلم درباره رئیس پلیس یک شهر کوچک نیوانگلند است که در مورد یک سری قتل در بوستون برای یک همکار پلیس ایالتی تحقیق می‌کند و شواهدی را کشف می‌کند که به یک رئیس اوباش بدنام منجر می‌شود. داستان فیلم که در نوا اسکوشیا فیلمبرداری شده، در شهر خیالی پارادایس، ماساچوست می‌گذرد.

## بازیگران
- تام سلک
- کتی بیکر
- کریستا آلن
- ویلیام سدلر
- می ویتمن
- سال روبینک
- ویلیام دیون